# 백룡

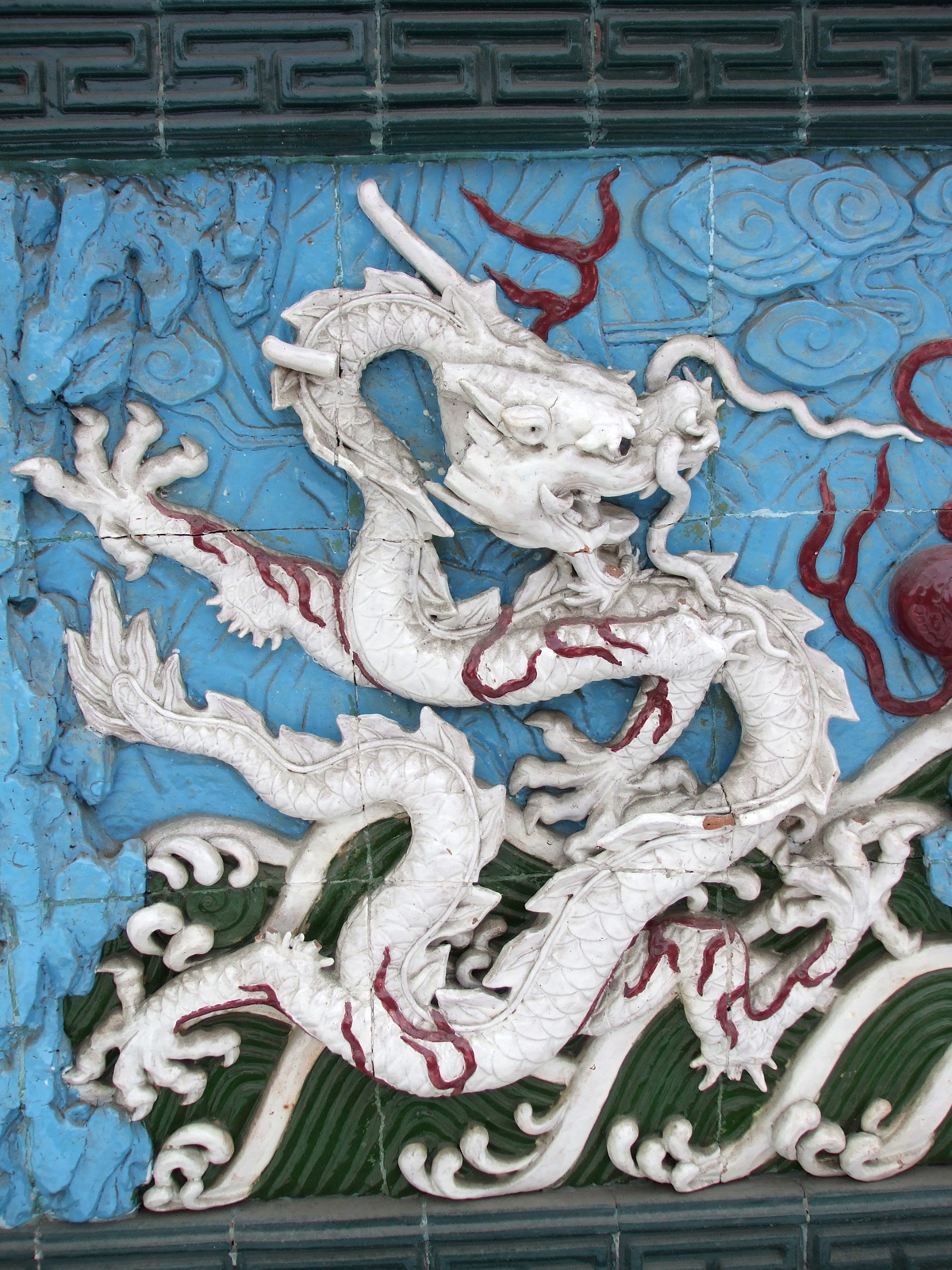
백룡

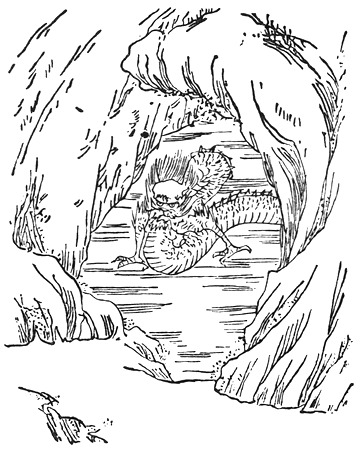
마쓰라 키요시의「갑자야화」34권에 등장하는 「백룡」

백룡(白龍)은 고대 중국의 신화나 전설에 등장하는, 천상계의 황제인 천제의 사자(使者)라고 여겨지는 용의 일종이다. 이름대로 전신의 비늘이 흰색이다.
용은 기본적으로 하늘을 날 수 있지만, 백룡은 특히 하늘을 나는 속도가 빠르고, 이것을 타고 있으면 다른 용에 따라 잡히지 않는다고 한다. 때때로 생선으로 변해 지상의 샘 등에서 헤엄친다는 이야기도 있다. 오행 사상에서 흰색은 서쪽을 의미하기 때문에, 백룡을 백호와 같이 '서방을 수호하는 신성한 용'으로 해석하기도 한다.
도교에서 백룡을 인격신화한 이름은 서해백룡왕오윤(西海白龍王敖潤)이다.
한국에는 유독 백룡이 다른 용에 비해 전설에 많이 전해지는 편이다. 이것은 바다의 흰색 물기둥인 용오름을 백룡으로 생각한 소산으로 보인다.:543

## 같이 보기
- 백룡 (연호)
- 센과 치히로의 행방불명